# Mora (Dehnungszeichen)
Die Mora (lateinisch für Verzögerung) ist in der Quadratnotation von Neumen ein Dehnungszeichen zur Anzeige der Verlängerung eines Tones und wird als Punkt hinter die entsprechende Note oder Notengruppe gesetzt. Die genaue Länge eines mit einer Mora versehenen Tones ist nicht festgeschrieben. Die entsprechenden Töne werden beim Gregorianischen Choral im Allgemeinen etwa doppelt so lang ausgehalten. Morae tauchen im Graduale Romanum häufig bei Schlusstönen, sowie vor Quilismen und Pausae auf und dienen somit auch als Zeichen für die Abphrasierung. Häufig kann nach einer Mora geatmet werden. Im inneren von Phrasen wird statt einer Mora ein Episem gesetzt, um einen verlängerten Ton anzuzeigen.
|  |  |  |

Trotz der Ähnlichkeit hat die Mora nichts mit der Punktierung in der modernen Notenschrift gemein, die Funktion ist eher mit einer Fermate zu vergleichen.